# Савур-могила (фільм)
«Савур-могила» (інші назви: «На трудовому фронті», «З казок наших днів») — радянський чорно-білий художній фільм 1926 року, знятий режисером Іваном Перестіані. Фільм є частиною серії фільмів про «червоних дияволенят» — трійку підлітків-розвідників. Хронологічно до «Савур-могили» йде фільм «Червоні дияволенята», а після — фільми «Злочин княжни Ширванської», «Покарання княжни Ширванської» і «Іллан Діллі».

## Сюжет
Дія фільму відбувається під час громадянської війни в Росії. Головні герої — «червоні дияволенята»: комсомолець Міша (Павло Єсиковський), його сестра Дуняша (Софія Жозеффі) і цирковий актор Том Джексон (Кадор Бен-Салім). «Червоні дияволенята» прибувають на парад Першої Кінної армії. Вони привозять з собою Нестора Махно, захованого в мішок. Прихильники Махна влаштовують його втечу. Герої фільму женуться за Махном і потрапляють в хутір Савур-могила, де живе отаманша Маруся. На хуторі Дуняша потрапляє в полон, але герої звільняють її і повертаються додому.

## У ролях
- Павло Єсиковський — Міша
- Софія Жозеффі — Дуняша
- Кадор Бен-Салім — Том Джексон
- Світлана Люкс — Оксана
- Ара Бихова — Маруся, отаманша
- Володимир Сутирін — Махно
- Костянтин Рябов — Тарас Мірошниченко
- Запорожець — дядько Панас
- Патвакан Бархударов — Фріц Піфке, махновець
- Вардан Мірзоян — махновець
- Андрій Смолдовський — Довбня, писар Махна
- Александр Громов — епізод
- Олександр Кусіков — Феліцій Поребийнос
- Георгій Дідебулідзе — Данило Мелентьєв, колишній сотник, донець
- К. Громек — Ламшоц, писар-ад'ютант при Марусі
- П. Лисенко — Зосим Антипич
- Заал Терішвілі — епізод

## Знімальна група
- Режисер: Іван Перестіані
- Автор сценарію: Іван Перестіані
- Оператор: Олександр Дігмелов
- Художники: Федір Пуш, С. Губін-Гун